# 1998 VU4
1998 VU4 är en asteroid i huvudbältet som upptäcktes den 11 november 1998 av den tjeckiske astronomen Lenka Kotková vid Ondřejov-observatoriet.
Asteroiden har en diameter på ungefär 25 kilometer och den tillhör asteroidgruppen Hilda.